# Sortstrubet lom
Den sortstrubede lom (Gavia arctica) er en fugl i lomslægten. Den når en længde på 63-75 cm med et vingefang på 100-122 cm. Dens levealder er 20 år. Fuglen yngler i Eurasien og lejlighedsvis i det vestlige Alaska. Den er en almindelig trækfugl i Danmark om vinteren.